# Marcols-les-Eaux
Marcols-les-Eaux é uma comuna francesa na região administrativa de Auvérnia-Ródano-Alpes, no departamento de Ardèche. Estende-se por uma área de 16 km². Em 2010 a comuna tinha 292 habitantes (densidade: 18,3 hab./km²).